# Sericoptera reymoneta
Sericoptera reymoneta är en fjärilsart som beskrevs av Paul Dognin 1891. Sericoptera reymoneta ingår i släktet Sericoptera och familjen mätare. Inga underarter finns listade i Catalogue of Life.